# Hellmut Willich
Hellmut Otto Albrecht Willich (* 2. Mai 1895 in Schönberg, Kreis Konitz; † 15. November 1968 in Bonn) war ein deutscher SS-Führer und Polizeigeneral, zuletzt SS-Brigadeführer und Generalmajor der Polizei im Zweiten Weltkrieg.

## Leben
Willich wuchs auf dem Rittergut seiner Eltern Justus Willich (1848–1918) und Gabriele, geborene Lohde (1868–?) auf. Nach dem Ende seiner Schullaufbahn beziehungsweise dem Besuch einer Kadettenanstalt war er in Pommern als landwirtschaftlicher Eleve auf einem Gut in Karnitz (Kreis Regenwalde) tätig. Nach Ausbruch des Ersten Weltkrieges meldete er sich als Kriegsfreiwilliger zur Armee und erhielt eine mehrwöchige militärische Ausbildung. Danach nahm er als Infanterist sowie später mit der Fliegertruppe durchgehend am Ersten Weltkrieg teil. Nach einer im Mai 1918 erlittenen Kriegsverletzung folgte ein Lazarettaufenthalt. Nach seiner Genesung war er als Lehrer an der Beobachterschule der Flieger-Ersatzabteilung 14 in Halle/Saale eingesetzt. Während des Krieges wurde er mit dem Eisernen Kreuz I. und II. Klasse sowie dem preußischen Abzeichen für Militär-Flieger ausgezeichnet.
Nach Kriegsende gehörte er ab Dezember 1918 dem Grenzschutz Ost an, bei dem er von Januar 1919 bis März 1920 als Adjutant bei einer im Abschnitt Schneidemühl befindlichen Infanteriedivision eingesetzt war. Zu 60 % kriegsbeschädigt, wurde er Ende März 1920 im Rang eines Oberleutnants aus der Armee entlassen. Anschließend war er mehrere Jahre in der Landwirtschaft tätig und volontierte 1923/24 beim Privatbankhaus Salzwedel in Berlin. Von Frühjahr 1924 bis 1929 leitete er als Geschäftsführer eine Filiale des Getreidebetriebs Sautarel & Co. In Stolp und war danach als Reisender in der Getreide- und Ölbranche tätig.
In die SS trat er im Juni 1931 ein (SS-Nr. 36.783) und im Dezember 1931 in die NSDAP (Mitgliedsnummer 733.220). Nach der Machtergreifung durch die Nationalsozialisten machte er in der SS rasch Karriere und wurde beim Sicherheitsdienst des Reichsführers SS (SD) hauptamtlich eingestellt. Von Anfang Mai 1934 bis Juli 1936 bekleidete er leitende Funktionen beim SD-Oberabschnitt Nord und war danach dem SD-Unterabschnitt Bayrische Ostmark zugeteilt. 1938/39 leitete er den SD-Unterabschnitt Mainfranken und war zudem von Juni bis Anfang Dezember 1939 Stabsführer beim SD-Oberabschnitt Süd.
Nach Beginn des Zweiten Weltkrieges und der deutschen Besetzung Polens bemühte sich Willich um Wiedererlangung des ehemals elterlichen Rittergutes. Im Dezember 1939 wurde er zum Reichssicherheitshauptamt (RSHA) versetzt und Inspekteur der Sicherheitspolizei und des SD (IdS) im Gebiet Wehrkreis V. Von Anfang Februar bis mindestens Ende September 1940 war Willich Gruppenleiter der Abteilung I F (Erziehung) und I C (b) (Personalien des SD) im Amt I des RSHA (Verwaltung und Recht). Zudem war er stellvertretender Amtsleiter.
Auf Weisung Reinhard Heydrichs wurde Willich nach Danzig kommandiert, wo er ab Mitte Oktober 1940 als IdS beim Höheren SS- und Polizeiführer (HSSPF) in Danzig-Westpreußen (Wehrkreis XX) eingesetzt war. In dieser Funktion vertrat er den ihm vorgesetzten HSSPF auch während dessen Abwesenheit und später auch als Beauftragter für die Festigung des deutschen Volkstums. Der IdS war Koordinator der lokalen Gestapo-, Kripo- sowie SD-Leitung  und war neben den Personalangelegenheiten auch für die Fachaufsicht zuständig. In diesem Zusammenhang stimmte er auch gemeinsame Einsätze mit diesen Polizeieinheiten ab und leitete diese. Sein Dienstsitz befand sich im Gebäude der Danziger Gestapo.
Im Herbst 1942 stieg er zum SS-Brigadeführer und Generalmajor der Polizei auf, seinen höchsten innerhalb der SS und Polizei erreichten Rängen. Im selben Jahr wurde er mit dem Kriegsverdienstkreuz I. Klasse mit Schwertern ausgezeichnet. In den Jahren 1942 und 1943 wurden zwei SS-Disziplinarverfahren gegen Willich durchgeführt: Zunächst ging es um „Geldschulden aus einem Erbschaftsprozess“ und später um einen Verstoß gegen Bewirtungsbestimmungen. Während das erste Verfahren keine Disziplinarmaßnahmen nach sich zog, wurde Willich infolge des zweiten Verfahrens 1944 für mehrere Wochen vom Dienst suspendiert.
Willich war in seinem Einzugsbereich für etliche NS-Gewaltverbrechen verantwortlich. So wird ihm unter anderem „das Erschießen von 34 polnischen Post-, Zoll- und Eisenbahnbeamten Anfang März 1941 auf dem Exerzierplatz Saspe und Exekutionen in dem von ihm persönlich „betreuten“ Lager Leberechtsdorf, in dem Willichs Familie (mit eigenem Swimmingpool) lebte“, zur Last gelegt. Als Vertreter des seinerzeitigen HSSPF Richard Hildebrandt, unter dessen Befehlsgewalt das Lager Stutthof von März 1941 bis Februar 1942 stand, war er damit auch für die in Stutthof begangenen Morde mitverantwortlich. Ihm unterstanden ab Januar 1942 auch die Umwandererzentralen in Potulitz, Thorn und Mühltal, von denen aus Polen zwangsdeportiert oder zur Zwangsarbeit genötigt wurden.
In der Endphase des Zweiten Weltkrieges wurde Willich noch Mitte Februar 1945 zum Befehlshaber der Sicherheitspolizei und des SD in Danzig-Westpreußen ernannt. Ab diesem Zeitpunkt war er auch für den Aufbau des örtlichen Werwolf verantwortlich. Ende März 1945 befand sich Willich auf der Halbinsel Hela  und setzte sich nach der Einnahme Danzigs durch die Rote Armee im April 1945 nach Dänemark ab, wo er unter Falschnamen in einem Flüchtlingslager in Kopenhagen unterkam.
Nach dem Kriegsende gelangte er schließlich in die Britische Besatzungszone nach Braunschweig, wo er unter dem Pseudonym Kurt Krause anfangs als Vertreter seinen Unterhalt bestritt und später bei der Braunschweigischen Lebensversicherung angestellt war. Aufgrund des Hinweises eines Informanten flog Willich schließlich auf. Er wurde am 23. Juni 1949 in Braunschweig durch deutsche Polizisten festgenommen und verhört.  Seine zu diesem Zeitpunkt gemachten Aussagen zu seiner Schulzeit und Berufstätigkeit differieren zu seinen Angaben in den SS-Akten. In den SS-Unterlagen wird angegeben, dass er von 1905 bis 1914 eine Kadettenanstalt besucht habe. Später gab er an, dass er von 1907 bis 1913 am Gymnasium in Züllichau seine Schulzeit verbracht habe. Des Weiteren gab er 1949 an, er sei von 1920 bis 1933 beschäftigungslos gewesen und habe von 1920 bis 1933 durch eine Offizierspension seinen Lebensunterhalt bestritten.
Im Sommer 1949 gaben ehemalige Mitarbeiter Willichs negative Einschätzungen über ihren damaligen Vorgesetzten ab: Laut Kriminalrat Müssig sei Willich ohne „soziales Empfinden“ sowie auf den „eigenen Vorteil“ bedacht gewesen und habe „wiederholt den Standpunkt vertreten, dass das Polentum in Westpreußen rücksichtslos ausgemerzt werden müsse“. Der seinerzeitige Danziger Kripoleiter Erich Graes klassifizierte ihn als „üblen Repräsentanten des Nationalsozialismus“ und Kriminaldirektor Jacob Lölgen bezeichnete Willich als „charakterschwach“, der zudem „dem Alkohol stark zugesprochen und wirtschaftlich weit über seine Verhältnisse gelebt“ habe.
Im Oktober 1949 wurde er nach einem Spruchkammerverfahren in Bielefeld aufgrund seiner SS-Mitgliedschaft zu dreieinhalb Jahren Haft verurteilt, von denen er jedoch nur dreieinhalb Monate verbüßte. Anschließend lebte er als Handelsvertreter in Bonn und bezog zudem eine Pension. Eigenen Angaben zufolge sei er Ende Januar 1951 durch den Ministerpräsidenten von Nordrhein-Westfalen begnadigt worden.
Gegen Willich und drei weitere Beschuldigte wurde seitens der Staatsanwaltschaft Bochum ab 1955 ermittelt, das Verfahren wurde jedoch im März 1957 eingestellt. Verhandlungsgegenstand war die Hinrichtung des Bromberger Polizeipräsidenten Karl Otto von Salisch Ende Januar 1945, dem seinerzeit Feigheit und Pflichtvergessenheit vorgeworfen worden war. Im Prozess gegen den ihm seinerzeit untergebenen Gestapoleiter Günther Venediger sagte Willich im März 1957 als Zeuge vor dem Schwurgericht in Stuttgart aus. Zuletzt wurde er 1966 staatsanwaltlich vernommen. Willich war zweimal verheiratet und hatte mehrere Kinder.